# 安市城 (電影)
是一部2018年上映的韓國歷史戰爭片，由電影《危險的傳聞》《我的流氓愛人》的導演金光植執導，並由趙寅成、南柱赫、朴誠雄領銜主演，以城主與高句麗軍對戰企圖攻陷安市城的唐朝50萬大軍之間長達88日的歷史故事。

## 演員陣容

### 主要人物
- 趙寅成 飾演 楊萬春，堅守安市城的城主。
- 南柱赫 飾演 世武，接到渊盖苏文的秘密指令的太學學子。
- 朴誠雄 飾演 李世民，唐太宗。

### 其他人物
- 裴晟佑 飾演 秋壽池，楊萬春的左右手之一，持长矛。
- 嚴泰谷 飾演 波所，楊萬春的得力助手之一，安市城快馬隊隊长，白荷的戀人。
- 金雪炫 飾演 白荷，楊萬春的妹妹，波所的戀人。
- 朴秉恩 飾演 風，楊萬春的得力助手，持长劍，和闊步是冤家。
- 吳代煥 飾演 闊步，楊萬春的得力助手，持雙斧，和風是冤家。
- 鄭恩彩 飾演 神女，高句麗的神女，有预知能力。
- 劉五性 飾演 渊盖苏文，句丽攝政大莫离支。
- 張光 飾演 蘇伐都利，安市城居民。
- 成東镒 飾演 宇大，安市城居民，追随楊萬春。
- 呂會鉉 飾演 馬路
- 鄭智勳 飾演 大宇
- 郑仁谦 飾演 庞卷
- 周錫泰 飾演 高惠眞
- 朴仁壽 飾演 李世勣
- 金煜 飾演 吶喊
- 李相弘 飾演 李道宗
- 张南部 飾演 长孙无忌
- 林徹洙 飾演 高句麗軍士
- 玉子妍 飾演 高句麗軍士的妻子
- 韓哲宇 飾演 傅伏爱
- 孫英順 飾演 宇大的母親
- 申有嵐 飾演 薛仁贵
- 劉尚宰 飾演 渊盖苏文的副官
- 金吉童 飾演 阿史那社尔
- 尹正烈 飾演 渊盖苏文的軍士
- 金在祿 飾演 保守擔當
- 趙賢宇 飾演 保守擔當
- 鐘浩 飾演 斧鉞手
- 朴泰山 飾演 越過城牆的大唐軍士
- 裴琉璃 飾演 白荷的朋友
- 尹正勳 飾演 大唐軍士
- 劉貞萊 飾演 口音女子

### 友情出演
- 斯蒂芬妮·李 飾演 達萊
- 方秀衡 飾演 高延壽

## 獎項榮譽
| 年份 | 頒獎典禮                   | 獎項                    | 入圍者         | 結果 |
| ---- | -------------------------- | ----------------------- | -------------- | ---- |
| 2018 | 第2屆The Seoul Awards      | 最佳男新人              | 南柱赫         | 獲獎 |
| 2018 | 第38屆韩国电影评论家协会奖 | 最佳男新人              | 南柱赫         | 獲獎 |
| 2018 | 第38屆韩国电影评论家协会奖 | 傑出電影                | 傑出電影       | 獲獎 |
| 2018 | 第39屆青龍電影獎           | 最佳男子新人獎          | 南柱赫         | 獲獎 |
| 2018 | 第39屆青龍電影獎           | 攝影獎                  | 南東根、鄭海智 | 提名 |
| 2018 | 第39屆青龍電影獎           | 技術獎                  | 尹大元（特效） | 提名 |
| 2018 | 第5屆韓國電影製作人協會獎  | 男子配角獎              | 裴晟佑         | 獲獎 |
| 2019 | 第10屆年度電影獎           | 男子新人獎              | 南柱赫         | 獲獎 |
| 2019 | 第55屆百想藝術大獎         | 電影部門 男子新人演技獎 | 南柱赫         | 提名 |
| 2019 | 第24屆春史電影節           | 特別人氣賞              | 嚴泰九         | 獲獎 |

## 外部連結
- NAVER上《安市城》的資料
- Daum上《安市城》的資料

- 韩国电影数据库（KMDb）上《安市城》的資料
- 《安市城》在Movist上的资料 （页面存档备份，存于） 
- 互联网电影数据库（IMDb）上《安市城》的资料（英文）
- 豆瓣电影上《安市城》的資料 （简体中文）
- Metacritic上《安市城》的資料（英文）
- Box Office Mojo上《安市城》的資料（英文）
- 爛番茄上《安市城》的資料（英文）
- Yahoo奇摩電影上《安市城》的資料（繁體中文）